# Hank Mobley
Henry (Hank) Mobley (7 de Julho de 1930 – 30 de Maio de 1986) foi um saxofonista tenor e compositor americano de hard bop e soul jazz.  Mobley foi descrito por Leonard Feather como o "campeão de pesos médios do saxofone tenor" ("middleweight champion of the tenor saxophone"), uma metáfora usada para descrever o seu tom que era nem agressivo como o de John Coltrane nem aveludado como o de Stan Getz. Adicionalmente, o seu estilo tornou-se relaxado, sutil e melódico, especialmente em contraste com músicos como Sonny Rollins e Coltrane. A critica Stacia Proefrock defende que ele é um dos musicos mais subvalorizados da época Bop ("one of the more underrated musicians of the bop era.")

## Biografia
Mobley nasceu em Eastman, Geórgia, mas cresceu em Elizabeth, New Jersey, perto Newark. Quando tinha 16 anos, uma doença manteve-o em casa durante vários meses. Um tio pensou então em comprar-lhe um saxofone, para o ajudar a ocupar o tempo. Foi nessa altura que Mobley começou a tocar o instrumento. Nessa época ainda tentou entrar numa escola de música em Newark, mas não conseguiu por não ser residente na àrea, pelo que foi obrigado a continuou a estudar em casa, por livros. Aos 19, começou a tocar em bandas locais e, alguns meses depois começou a trabalhar com musicos como Dizzy Gillespie e Max Roach. Participou numa das primeiras sessões de hard bop, ao lado de Art Blakey, Horace Silver, Doug Watkins e o trompetista Kenny Dorham. O resultado destas sessões foi publicado em album como Horace Silver and the Jazz Messengers.  O resultado contrastou com as pretensões "clássicas" do cool jazz, corrente dominante na altura, com o lirismo de Mobley's a manifestar-se muito blues, e com a abordagem funky de Horace Silver. Quando The Jazz Messengers se separaram em 1956, Mobley continuou com o pianista Horace Silver durante um curto espaço de tempo, ainda que tenha voltado a trabalhar com Blakey alguns anos mais tarde, quando o baterista apareceu num album de Mobley no inicio dos anos 60. 
Durante a década de 60, trabalhou essencialmente como lider, gravando mais de 20 albums para a Blue Note Records entre 1955 e 1970, incluindo Soul Station (1960), geralmente considerado como sendo um dos mais importantes albuns, e Roll Call (1960). Tocou com muitos outros importantes músicos dehard bop, como Grant Green, Freddie Hubbard, Sonny Clark, Wynton Kelly e Philly Joe Jones, e formou uma parceria particularmente produtiva com o trompetista Lee Morgan. Mobley é considerado um dos maiores compositores de originais da época hard-bop, com interessantes chord changes e espaço para os solistas se estenderem.
Mobley passou um breve período, em 1961, com Miles Davis, durante a busca que Miles fez de um substituto para John Coltrane. Mobley pode ser ouvido no álbum Someday My Prince Will Come (juntamente com Coltrane, que voltou, para gravar duas faixas), e algumas gravações ao vivo (In Person: Live at the Blackhawk e At Carnegie Hall). Apesar de alguns considerarem que não tinha o poder de improvisação de Coltrane, a interpretação de Mobley era muito melodiosa, e essa era uma das caraterísticas por que que era conhecido.
Mobley foi forçado a retirar-se em meados dos anos 70 devido a problemas de pulmões. Ainda trabalhou em duas sessões no Angry Squire, em New York a 22 e 23 de Novembro de 1985 e em 11 de Janeiro de 1986, num quarteto com Duke Jordan e a cantora convidada Lodi Carr  alguns meses antes da sua morte por pneumonia em 1986.

## Discografia

### Como lider
| Título                                              |  | Ano     |  | Selo/gravadora |
| --------------------------------------------------- |  | ------- |  | -------------- |
| Hank Mobley Quartet                                 |  | 1955    |  | Blue Note      |
| The Jazz Message of Hank Mobley                     |  | 1956    |  | Savoy          |
| Mobley's Message                                    |  | 1956    |  | Prestige       |
| Mobley's 2nd Message                                |  | 1956    |  | Prestige       |
| Jazz Message #2                                     |  | 1957    |  | Savoy          |
| Hank Mobley Sextet                                  |  | 1957    |  | Blue Note      |
| Hank Mobley and his All Stars                       |  | 1957    |  | Blue Note      |
| Hank Mobley Quintet                                 |  | 1957    |  | Blue Note      |
| Hank                                                |  | 1957    |  | Blue Note      |
| Hank Mobley                                         |  | 1957    |  | Blue Note      |
| Curtain Call                                        |  | 1957    |  | Blue Note      |
| Poppin'                                             |  | 1957    |  | Blue Note      |
| Peckin' Time                                        |  | 1958    |  | Blue Note      |
| The Complete Blue Note Hank Mobley Fifties Sessions |  | 1955-58 |  | Mosaic         |
| Soul Station                                        |  | 1960    |  | Blue Note      |
| Roll Call                                           |  | 1960    |  | Blue Note      |
| Workout                                             |  | 1961    |  | Blue Note      |
| Another Workout                                     |  | 1961    |  | Blue Note      |
| No Room for Squares                                 |  | 1963    |  | Blue Note      |
| Straight No Filter                                  |  | 1963    |  | Blue Note      |
| The Turnaround\|The Turnaround!                     |  | 1965    |  | Blue Note      |
| Dippin'                                             |  | 1965    |  | Blue Note      |
| A Caddy for Daddy                                   |  | 1965    |  | Blue Note      |
| A Slice of the Top                                  |  | 1966    |  | Blue Note      |
| Hi Voltage                                          |  | 1967    |  | Blue Note      |
| Third Season                                        |  | 1967    |  | Blue Note      |
| Far Away Lands                                      |  | 1967    |  | Blue Note      |
| Reach Out                                           |  | 1968    |  | Blue Note      |
| The Flip                                            |  | 1969    |  | Blue Note      |
| Thinking of Home                                    |  | 1970    |  | Blue Note      |
| Breakthrough!                                       |  | 1972    |  | Muse           |

### Como sideman
com Art Blakey's Jazz Messengers
- At The Cafe Bohemia, Vol.1 (1955) Blue Note
- At The Cafe Bohemia, Vol.2 (1955) Blue Note
- Art Blakey with the Original Jazz Messengers|The Jazz Messengers (1956) Columbia
- At the Jazz Corner of the World (1959) Blue Note

com Kenny Burrell
- All Night Long (1956) Prestige
- K.B.'s Blues (1957) Blue Note

com Donald Byrd
- Byrd's Eye View (1955) Transition
- Byrd in Flight (1960) Blue Note
- A New Perspective (1963) Blue Note
- Mustang! (Donald Byrd album)|Mustang! (1966) Blue Note
- Blackjack (Donald Byrd album)|Blackjack (1967) Blue Note

com Sonny Clark
- Dial "S" for Sonny (1957) Blue Note
- My Conception (1959) Blue Note

com John Coltrane, Zoot Sims & Al Cohn
- Tenor Conclave (1956) Prestige

com Miles Davis
- Someday My Prince Will Come (1961) Columbia
- In Person Friday Night at the Blackhawk (1961) Columbia
- In Person Saturday Night at the Blackhawk (1961) Columbia
- Miles Davis at Carnegie Hall (1961) Columbia

com Kenny Dorham
- Afro-Cuban (1955) Blue Note
- Whistle Stop (1961) Blue Note

com Kenny Drew
- Undercurrent (1960) Blue Note

com Art Farmer
- Farmers Market (1957) Prestige
- Midnight Walk (1966) Atlantic

com Curtis Fuller
- The Opener (1957) Blue Note
- Sliding Easy (1959) United Artists

com Dizzy Gillespie
- Afro (1954) Verve
- Jazz Recital (1954) Verve

com Grant Green
- I Want to Hold Your Hand  (1965) Blue Note

com Johnny Griffin
- A Blowin' Session (1957) Blue Note

com Freddie Hubbard
- Goin' Up (1960) Blue Note
- Blue Spirits (1965) Blue Note

com Jay Jay Johnson
- The Eminent Jay Jay Johnson Volume 2 (1955) Blue Note

com Elvin Jones
- Together (1961) Atlantic

com Lee Morgan
- Introducing Lee Morgan (1956) Savoy
- Lee Morgan Sextet (1957) Blue Note
- Cornbread (1965) Blue Note
- Charisma (1966) Blue Note
- The Rajah (1966) Blue Note

com Dizzy Reece
- Star Bright (1959) Blue Note

com Freddie Roach
- Good Move! (1963) Blue Note

com Max Roach
- The Max Roach Quartet Featuring Hank Mobley (1953) Debut Records
- Max Roach + 4 (1957) Emarcy
- Max Roach 4 Plays Charlie Parker (1957) Emarcy

com Archie Shepp
- Yasmina, a Black Woman (1969) BYG
- Poem for Malcolm (1969) BYG

com Horace Silver
- Horace Silver and the Jazz Messengers (1955) Blue Note
- Silver's Blue (1956)
- 6 Pieces of Silver (1956) Blue Note
- The Stylings of Silver (1957) Blue Note

com Jimmy Smith
- A Date with Jimmy Smith Volume One (1957) Blue Note
- A Date with Jimmy Smith Volume Two (1957) Blue Note